# Entoleuca
Entoleuca — рід грибів родини Ксиларієві (Xylariaceae). Назва вперше опублікована 1922 року.

## Види
База даних Species Fungorum станом на 18.11.2019 налічує 3 види роду Entoleuca:
- Entoleuca callimorpha Syd., 1922
- Entoleuca ellisii Y.M.Ju, J.D.Rogers & H.M.Hsieh, 2004
- Entoleuca mammata (Wahlenb.) J.D.Rogers & Y.M.Ju, 1996